# Rattus mordax
Rattus mordax  (Thomas, 1904) è un roditore della famiglia dei Muridi endemico della Nuova Guinea.

## Descrizione

### Dimensioni
Roditore di medie dimensioni, con la lunghezza della testa e del corpo tra 167 e 200 mm, la lunghezza della coda tra 142 e 160,5 mm, la lunghezza del piede tra 33 e 39,7 mm, la lunghezza delle orecchie tra 19 e 21 mm e un peso fino a 255 g.

### Aspetto
La pelliccia è spinosa. Le parti superiori sono bruno-rossastre e brizzolate, dovuto alle punte giallastre dei peli, mentre le parti ventrali sono color crema con la base dei peli grigia. Talvolta è presente una macchia rossiccia sul mento. Le orecchie sono marroni. I piedi sono ricoperti di piccoli peli brunastri. La coda è più corta della testa e del corpo, è uniformemente marrone scuro ed è rivestita da 7-9 anelli di scaglie per centimetro. Le femmine hanno un paio di mammelle pettorali, un paio post-ascellari e due paia inguinali. Il cariotipo è 2n=32 FN=60.

## Biologia

### Comportamento
È una specie terricola.

### Alimentazione
Si nutre di frutti della boscaglia.

### Riproduzione
Si riproduce durante tutto l'anno. Le femmine danno alla luce 2-4 piccoli alla volta.

## Distribuzione e habitat
Questa specie è diffusa nella Nuova Guinea orientale ed in alcune isole vicine.
Vive nelle foreste muschiose tropicali primarie, negli arbusteti, nelle savane di Eucalipto, nelle foreste secondarie e nei campi agricoli fino a 2.800 metri di altitudine.

## Tassonomia
Sono state riconosciute 2 sottospecie:
- R.m.mordax: Nuova Guinea sud-orientale e Penisola di Huon; Isole Conflict, Woodlark, Sudest, Misima, Sideia;
- R.m.fergussoniensis (Laurie, 1952): Isole di D'Entrecasteaux: Isola Normanby, Goodenough, Isola Fergusson.

## Conservazione
La IUCN Red List, considerato il vasto areale, la popolazione numerosa e la tolleranza al degrado nella qualità del proprio habitat, classifica R.mordax come specie a rischio minimo (Least Concern).